# Albert Viger

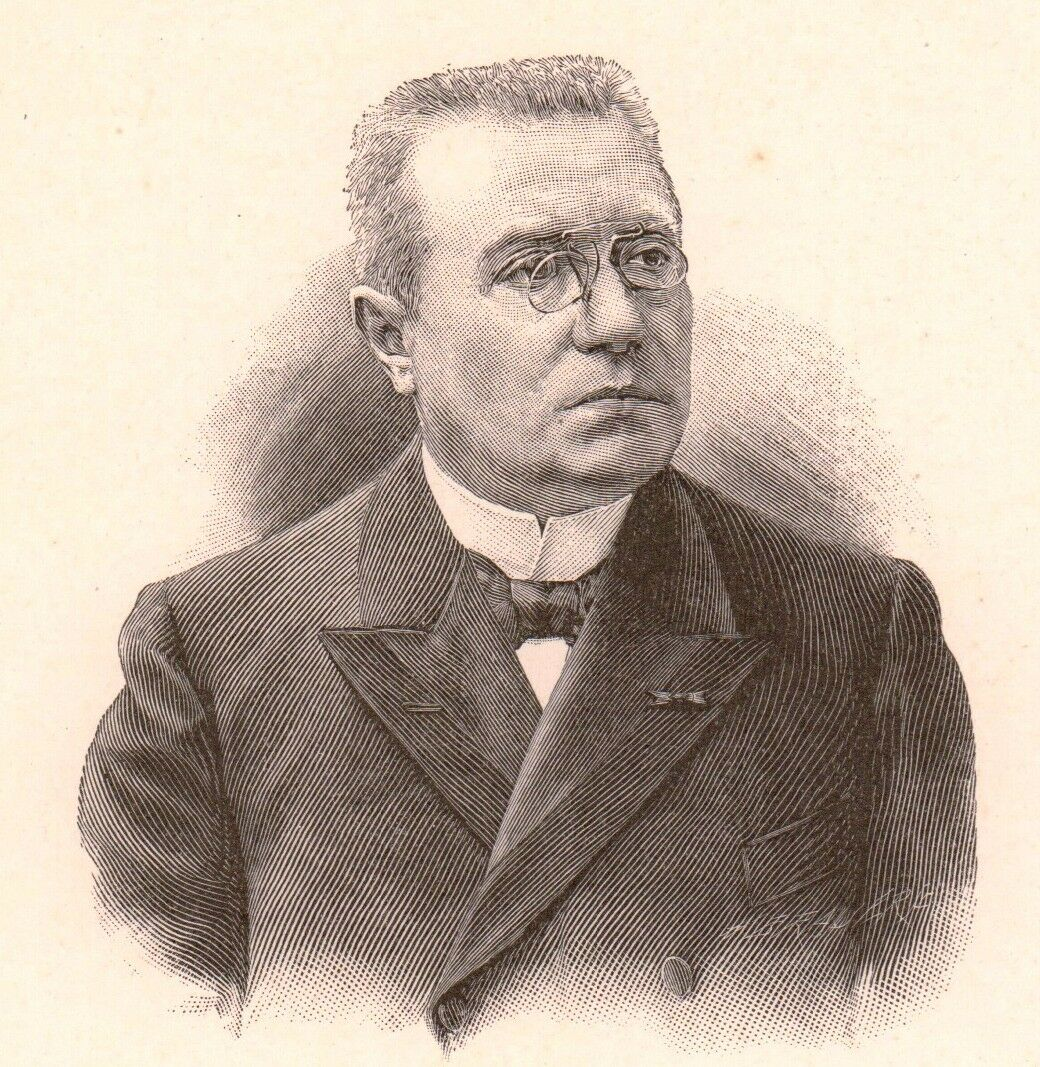
Albert Viger

Marie Albert (Albert) Viger (Jargeau, 19 oktober 1843 – Châteauneuf-sur-Loire, 8 juli 1926) was een Frans politicus.
Albert Viger werd op 19 oktober 1843 geboren in Jargeau in het departement Loiret. Hij studeerde medicijnen en was arts. Als radicaal vertegenwoordigde hij van 1885 tot 1900 het departement Loiret in de Kamer van Afgevaardigden (Chambre des Députés) en van 1900 tot 1920 in de Senaat (Sénat). Hij was driemaal minister van Landbouw:
- 11 januari 1893 - 26 januari 1895
- 1 november 1895 - 26 april 1896
- 28 juni 1898 - 22 juni 1899

Albert Viger was van 1910 tot 1926 voorzitter van de Fédération Nationale de la Mutualité et de la Coopération Agricole.
Hij overleed op 72-jarige leeftijd.